# Seemann
Seemann (Duits voor Zeeman of Zeiler) is de tweede single van de Duitse industrialband Rammstein en is afkomstig van hun album Herzeleid.
Tijdens concerten gaat toetsenist Flake bij dit nummer in een rubberen bootje zitten en 'vaart' over het publiek, dat hem voortduwt. Aan het eind van het nummer duwen ze hem terug naar het podium.
Het nummer is onder andere gecoverd door Rummelsnuff en Apocalyptica met zang door Nina Hagen. 

## Video
In de video van Seemann trekken vier leden van de band een boot met zanger Till en een gemaskerde man (waarschijnlijk Flake) erin. Later kielhalen ze Till, die nog steeds zingt. De boot gaat in vlammen op. Ook zijn in de video beelden van een vrouw gekleed als prostituee te zien.
De video ging in première op 8 januari 1996. Hij werd opgenomen in december 1995 te Hamburg. László Kadar was verantwoordelijk voor de regie.

## Nummers
1. "Seemann" (albumversie)
2. "Der Meister" (albumversie)
3. "Rammstein in the House" (Timewriter-remix)